# Dave Taylor
Pour les articles homonymes, voir Dave Taylor (homonymie).
Dave Taylor (20 septembre 1953) est un homme politique albertain, canadien et un ancien animateur d'une émission de radio qui représente la circonscription de Calgary-Currie à l'Assemblée législative de l'Alberta. Dave était dans la course à la chefferie du Parti libéral albertain en 2008 et il perdit face à David Swann,. En avril 2010, Dave laisse le parti pour siéger comme indépendant, mais le 24 janvier 2011 il joindre le Parti albertain devenant le premier député de l'histoire du parti.